# Guerra radiológica
Guerra radiológica é qualquer forma de guerra envolvendo envenenamento deliberado por radiação ou contaminação de uma área com fontes radiológicas.
As armas radiológicas são normalmente classificadas como armas de destruição em massa (ADM), embora as armas radiológicas também possam ser específicas em quem visam, como o envenenamento por radiação de Alexander Litvinenko pelo FSB russo, usando polônio-210 radioativo. Numerosos países manifestaram interesse em programas de armas radiológicas, vários os perseguiram ativamente e três realizaram testes de armas radiológicas.

## Armas nucleares salgadas
Uma bomba salgada é uma arma nuclear equipada com uma abundância de material salgante radiologicamente inerte. Os agentes de guerra radiológica são produzidos através da captura de nêutrons pelos materiais salgantes da radiação de nêutrons emitida pela arma nuclear. Isso evita o problema de ter que estocar o material altamente radioativo, já que ele é produzido quando a bomba explode. O resultado é uma precipitação radioativa mais intensa do que a das armas nucleares comuns e pode tornar uma área inabitável por um longo período.
A bomba de cobalto é um exemplo de arma de guerra radiológica, onde o cobalto-59 é convertido em cobalto-60 por captura de nêutrons. Inicialmente, a radiação gama dos produtos da fissão nuclear de uma bomba de fissão-fusão-fissão "limpa" de tamanho equivalente (assumindo que a quantidade de partículas de poeira radioativa geradas são iguais) é muito mais intensa que o cobalto-60: 15.000 vezes mais intensa em 1 hora; 35 vezes mais intenso em 1 semana; 5 vezes mais intenso em 1 mês; e aproximadamente iguais aos 6 meses. Depois disso, a fissão cai rapidamente, de modo que a precipitação de cobalto-60 é 8 vezes mais intensa que a fissão em 1 ano e 150 vezes mais intensa em 5 anos. Os isótopos de vida muito longa, produzidos pela fissão ultrapassariam o cobalto-60 novamente após cerca de 75 anos.
Outras variantes de bombas salgadas que não usam cobalto também foram teorizadas. Por exemplo, a salga com sódio-24, que devido a sua meia-vida de 15 horas resulta em intensa radiação.

## Armas nucleares de explosão de superfície
Uma rajada de ar é preferível se os efeitos da radiação térmica e da onda de choque forem maximizados para uma área (ou seja, formação de haste mach, e não protegida pelo terreno). Ambas as armas de fissão e fusão irradiarão o local de detonação com radiação de nêutrons, causando ativação de nêutrons do material ali. As bombas de fissão também contribuirão com o resíduo do material da bomba. O ar não formará isótopos úteis para guerra radiológica quando ativado por nêutrons. Ao detoná-los na superfície ou perto dela, o solo será vaporizado, se tornará radioativo e, quando esfriar e se condensar em partículas, causará uma precipitação significativa.

## Bombas sujas
Uma arma radiológica de tecnologia muito inferior às discutidas acima é uma "bomba suja" ou dispositivo de dispersão radiológica, cujo objetivo é dispersar poeira radioativa sobre uma área. A liberação de material radioativo pode não envolver nenhuma "arma" especial ou forças laterais como uma explosão explosiva e não incluir a morte direta de pessoas de sua fonte de radiação, mas sim tornar áreas ou estruturas inteiras inutilizáveis ou desfavoráveis para o sustento da vida humana. O material radioativo pode se espalhar lentamente por uma grande área, e pode ser difícil para as vítimas saberem inicialmente que tal ataque radiológico está sendo realizado, especialmente se os detectores de radioatividade não forem instalados de antemão.
A guerra radiológica com bombas sujas poderia ser usada para o terrorismo, espalhando ou intensificando o medo. Em relação a essas armas, os Estados-nação também podem espalhar rumores, desinformação e medo.